# Crematogaster
Crematogaster är ett släkte av myror. Crematogaster ingår i familjen myror.

## Bildgalleri

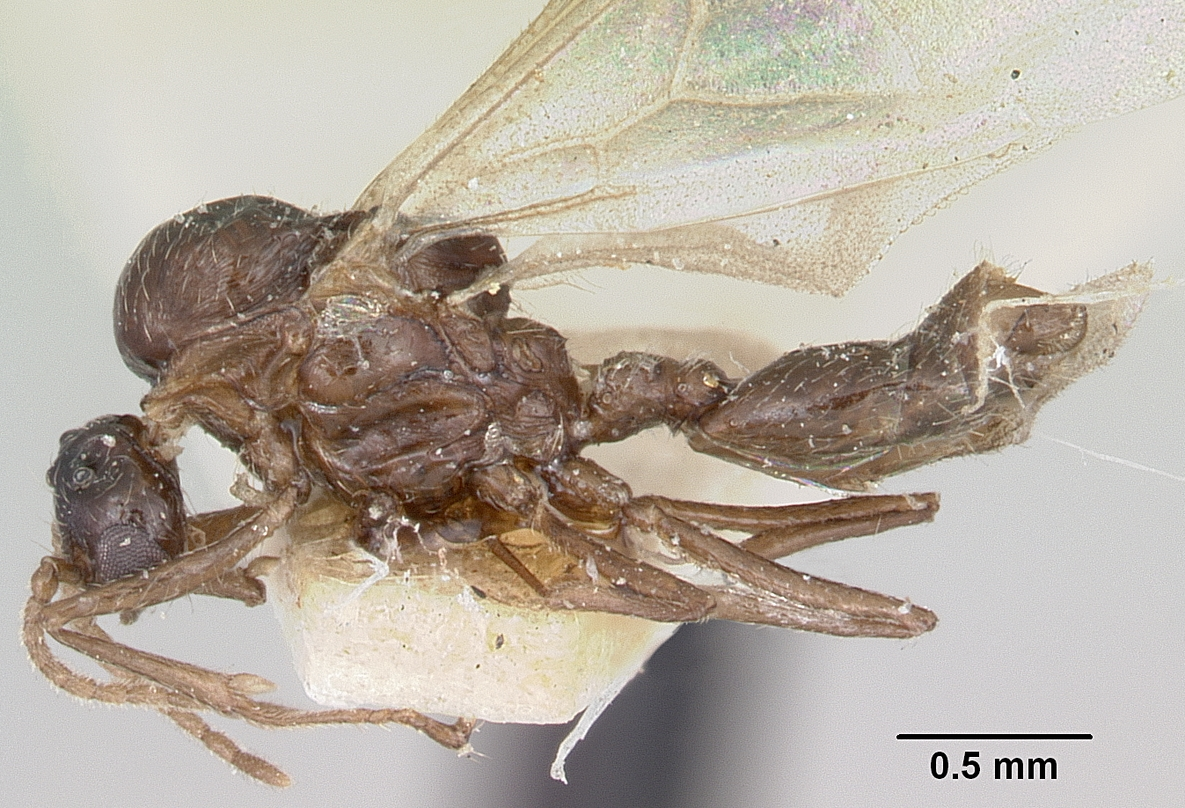
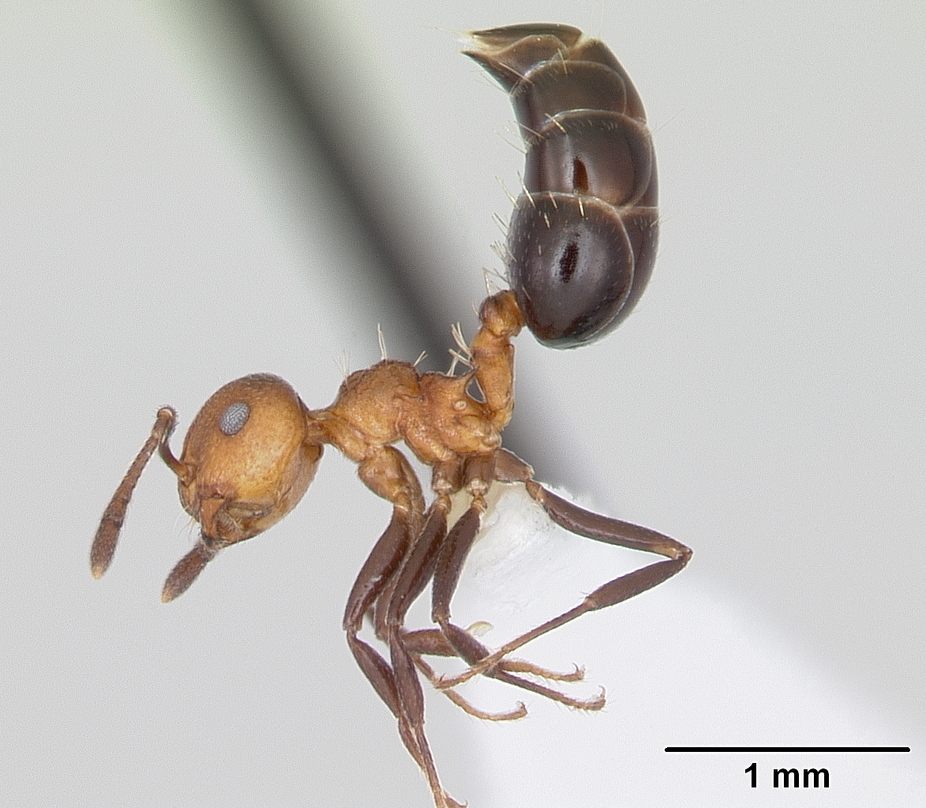

## Dottertaxa tillCrematogaster, i alfabetisk ordning[1]
- Crematogaster abdominalis
- Crematogaster aberrans
- Crematogaster abrupta
- Crematogaster abstinens
- Crematogaster acaciae
- Crematogaster aculeata
- Crematogaster acuta
- Crematogaster adrepens
- Crematogaster aegyptiaca
- Crematogaster affabilis
- Crematogaster afghanica
- Crematogaster africana
- Crematogaster agnetis
- Crematogaster agniae
- Crematogaster agnita
- Crematogaster aitkenii
- Crematogaster algirica
- Crematogaster alluaudi
- Crematogaster aloysiisabaudiae
- Crematogaster alulai
- Crematogaster amabilis
- Crematogaster amapaensis
- Crematogaster ambigua
- Crematogaster amita
- Crematogaster ampullaris
- Crematogaster ancipitula
- Crematogaster angulosa
- Crematogaster angusticeps
- Crematogaster antaris
- Crematogaster anthracina
- Crematogaster apicalis
- Crematogaster arata
- Crematogaster arcuata
- Crematogaster arizonensis
- Crematogaster armandi
- Crematogaster arnoldi
- Crematogaster aroensis
- Crematogaster arthurimuelleri
- Crematogaster ashmeadi
- Crematogaster atitlanica
- Crematogaster atkinsoni
- Crematogaster atra
- Crematogaster auberti
- Crematogaster augusti
- Crematogaster aurita
- Crematogaster australis
- Crematogaster baduvi
- Crematogaster bakeri
- Crematogaster barbouri
- Crematogaster batesi
- Crematogaster bequaerti
- Crematogaster betapicalis
- Crematogaster bicolor
- Crematogaster biformis
- Crematogaster binghamii
- Crematogaster bingo
- Crematogaster biroi
- Crematogaster bison
- Crematogaster boera
- Crematogaster bogojawlenskii
- Crematogaster boliviana
- Crematogaster borneensis
- Crematogaster brasiliensis
- Crematogaster brevimandibularis
- Crematogaster brevis
- Crematogaster brevispinosa
- Crematogaster breviventris
- Crematogaster browni
- Crematogaster bruchi
- Crematogaster brunnea
- Crematogaster brunneipennis
- Crematogaster brunnescens
- Crematogaster buchneri
- Crematogaster buddhae
- Crematogaster butteli
- Crematogaster californica
- Crematogaster capensis
- Crematogaster captiosa
- Crematogaster carinata
- Crematogaster castanea
- Crematogaster censor
- Crematogaster cephalotes
- Crematogaster cerasi
- Crematogaster chiarinii
- Crematogaster chlorotica
- Crematogaster chopardi
- Crematogaster chungi
- Crematogaster cicatriculosa
- Crematogaster clariventris
- Crematogaster clydia
- Crematogaster coarctata
- Crematogaster coelestis
- Crematogaster colei
- Crematogaster concava
- Crematogaster constructor
- Crematogaster coriaria
- Crematogaster cornigera
- Crematogaster cornuta
- Crematogaster corporaali
- Crematogaster corticicola
- Crematogaster corvina
- Crematogaster crassicornis
- Crematogaster crinosa
- Crematogaster cristata
- Crematogaster curvispinosa
- Crematogaster cuvierae
- Crematogaster cylindriceps
- Crematogaster dahlii
- Crematogaster daisyi
- Crematogaster dalyi
- Crematogaster decamera
- Crematogaster degeeri
- Crematogaster delagoensis
- Crematogaster delitescens
- Crematogaster dentinodis
- Crematogaster depilis
- Crematogaster depressa
- Crematogaster descarpentriesi
- Crematogaster descolei
- Crematogaster desecta
- Crematogaster desperans
- Crematogaster difformis
- Crematogaster diffusa
- Crematogaster dispar
- Crematogaster distans
- Crematogaster dohrni
- Crematogaster dolens
- Crematogaster donisthorpei
- Crematogaster dorsidens
- Crematogaster dubia
- Crematogaster ebenina
- Crematogaster edentula
- Crematogaster egidyi
- Crematogaster egregior
- Crematogaster elegans
- Crematogaster elysii
- Crematogaster emeryana
- Crematogaster emeryi
- Crematogaster emmae
- Crematogaster enneamera
- Crematogaster ensifera
- Crematogaster erecta
- Crematogaster esterelana
- Crematogaster eurydice
- Crematogaster euterpe
- Crematogaster evallans
- Crematogaster excisa
- Crematogaster ferrarii
- Crematogaster flavicornis
- Crematogaster flavitarsis
- Crematogaster foraminiceps
- Crematogaster formosa
- Crematogaster foxi
- Crematogaster fraxatrix
- Crematogaster fritzi
- Crematogaster frivola
- Crematogaster fruhstorferi
- Crematogaster fuentei
- Crematogaster fulmeki
- Crematogaster fusca
- Crematogaster gabonensis
- Crematogaster gallicola
- Crematogaster gambiensis
- Crematogaster gavapiga
- Crematogaster gerstaeckeri
- Crematogaster gibba
- Crematogaster gratiosa
- Crematogaster grevei
- Crematogaster gutenbergi
- Crematogaster heathi
- Crematogaster hemiceros
- Crematogaster hespera
- Crematogaster hezaradjatica
- Crematogaster himalayana
- Crematogaster hogsoni
- Crematogaster homeri
- Crematogaster hottentota
- Crematogaster hova
- Crematogaster huberi
- Crematogaster iheringi
- Crematogaster ilgii
- Crematogaster impressa
- Crematogaster impressiceps
- Crematogaster inca
- Crematogaster inconspicua
- Crematogaster incorrecta
- Crematogaster indefensa
- Crematogaster inermis
- Crematogaster inflata
- Crematogaster innocens
- Crematogaster inops
- Crematogaster insularis
- Crematogaster ionia
- Crematogaster iridipennis
- Crematogaster irritabilis
- Crematogaster isolata
- Crematogaster jacobsoni
- Crematogaster javanica
- Crematogaster jeanneli
- Crematogaster jehovae
- Crematogaster jullieni
- Crematogaster juventa
- Crematogaster kachelibae
- Crematogaster karawaiewi
- Crematogaster kasaiensis
- Crematogaster kelleri
- Crematogaster kirbii
- Crematogaster kneri
- Crematogaster kohli
- Crematogaster kutteri
- Crematogaster laboriosa
- Crematogaster laestrygon
- Crematogaster laeviceps
- Crematogaster laevis
- Crematogaster laevissima
- Crematogaster laeviuscula
- Crematogaster lamottei
- Crematogaster lango
- Crematogaster larreae
- Crematogaster latuka
- Crematogaster laurenti
- Crematogaster ledouxi
- Crematogaster libengensis
- Crematogaster liengmei
- Crematogaster limata
- Crematogaster lineolata
- Crematogaster litoralis
- Crematogaster lobata
- Crematogaster longiceps
- Crematogaster longiclava
- Crematogaster longipilosa
- Crematogaster longispina
- Crematogaster lorteti
- Crematogaster lotti
- Crematogaster lucayana
- Crematogaster luctans
- Crematogaster lutzi
- Crematogaster macracantha
- Crematogaster madagascariensis
- Crematogaster madecassa
- Crematogaster magitae
- Crematogaster magnifica
- Crematogaster major
- Crematogaster manni
- Crematogaster margaritae
- Crematogaster marioni
- Crematogaster marthae
- Crematogaster matsumurai
- Crematogaster meijerei
- Crematogaster melanogaster
- Crematogaster menilekii
- Crematogaster mesonotalis
- Crematogaster microspina
- Crematogaster millardi
- Crematogaster mimicans
- Crematogaster mimosae
- Crematogaster minutissima
- Crematogaster misella
- Crematogaster mjobergi
- Crematogaster modiglianii
- Crematogaster montezumia
- Crematogaster monticola
- Crematogaster moorei
- Crematogaster moqorensis
- Crematogaster mormonum
- Crematogaster mottazi
- Crematogaster mucronata
- Crematogaster muralti
- Crematogaster mutans
- Crematogaster myops
- Crematogaster natalensis
- Crematogaster navajoa
- Crematogaster nesiotis
- Crematogaster neuvillei
- Crematogaster nigeriensis
- Crematogaster nigrans
- Crematogaster nigriceps
- Crematogaster nigronitens
- Crematogaster nigropilosa
- Crematogaster nocturna
- Crematogaster oasium
- Crematogaster obnigra
- Crematogaster obscura
- Crematogaster obscurior
- Crematogaster ochracea
- Crematogaster ochraceiventris
- Crematogaster onusta
- Crematogaster opaca
- Crematogaster opaciceps
- Crematogaster opuntiae
- Crematogaster ornatipilis
- Crematogaster orobia
- Crematogaster osakensis
- Crematogaster oscaris
- Crematogaster overbecki
- Crematogaster oxygynoides
- Crematogaster painei
- Crematogaster pallida
- Crematogaster pallipes
- Crematogaster paolii
- Crematogaster paradoxa
- Crematogaster parallela
- Crematogaster patei
- Crematogaster pauciseta
- Crematogaster pauli
- Crematogaster pellens
- Crematogaster perelegans
- Crematogaster peringueyi
- Crematogaster peristerica
- Crematogaster perthensis
- Crematogaster peruviana
- Crematogaster petiolidens
- Crematogaster phoenica
- Crematogaster phoenix
- Crematogaster pia
- Crematogaster pilosa
- Crematogaster polita
- Crematogaster politula
- Crematogaster polymnia
- Crematogaster popohana
- Crematogaster praecursor
- Crematogaster pseudinermis
- Crematogaster pulchella
- Crematogaster punctulata
- Crematogaster pusilla
- Crematogaster pygmaea
- Crematogaster pythia
- Crematogaster quadriformis
- Crematogaster quadrispinosa
- Crematogaster queenslandica
- Crematogaster ralumensis
- Crematogaster ranavalonae
- Crematogaster ransonneti
- Crematogaster rasoherinae
- Crematogaster rectinota
- Crematogaster recurva
- Crematogaster resulcata
- Crematogaster retifera
- Crematogaster rifelna
- Crematogaster rivai
- Crematogaster rogenhoferi
- Crematogaster rogeri
- Crematogaster rossi
- Crematogaster rothneyi
- Crematogaster rudis
- Crematogaster rufa
- Crematogaster rufigena
- Crematogaster rufotestacea
- Crematogaster rugosa
- Crematogaster rugosior
- Crematogaster ruspolii
- Crematogaster russoi
- Crematogaster rustica
- Crematogaster sagei
- Crematogaster sanguinea
- Crematogaster santschii
- Crematogaster saussurei
- Crematogaster scapamaris
- Crematogaster scelerata
- Crematogaster schencki
- Crematogaster schimmeri
- Crematogaster schmidti
- Crematogaster schultzei
- Crematogaster scita
- Crematogaster sculpturata
- Crematogaster scutellaris
- Crematogaster semperi
- Crematogaster senegalensis
- Crematogaster sewellii
- Crematogaster similis
- Crematogaster simoni
- Crematogaster skounensis
- Crematogaster solenopsides
- Crematogaster solers
- Crematogaster sordidula
- Crematogaster sorokini
- Crematogaster soror
- Crematogaster spengeli
- Crematogaster stadelmanni
- Crematogaster steinheili
- Crematogaster stenocephala
- Crematogaster stethogompha
- Crematogaster stigmata
- Crematogaster stollii
- Crematogaster striatula
- Crematogaster subcircularis
- Crematogaster subdentata
- Crematogaster subnuda
- Crematogaster sumichrasti
- Crematogaster tarsata
- Crematogaster terminalis
- Crematogaster tetracantha
- Crematogaster theta
- Crematogaster togoensis
- Crematogaster torosa
- Crematogaster transiens
- Crematogaster transvaalensis
- Crematogaster trautweini
- Crematogaster travancorensis
- Crematogaster treubi
- Crematogaster tumidula
- Crematogaster udo
- Crematogaster unciata
- Crematogaster ustiventris
- Crematogaster walshi
- Crematogaster vandeli
- Crematogaster vandermeermohri
- Crematogaster warburgi
- Crematogaster wasmanni
- Crematogaster weberi
- Crematogaster wellmani
- Crematogaster vermiculata
- Crematogaster werneri
- Crematogaster wheeleri
- Crematogaster whitei
- Crematogaster victima
- Crematogaster vidua
- Crematogaster wilwerthi
- Crematogaster vitalisi
- Crematogaster voeltzkowi
- Crematogaster wroughtonii
- Crematogaster vulcania
- Crematogaster xerophila
- Crematogaster yappi
- Crematogaster zavattarii
- Crematogaster zonacaciae